# 2020年赵立坚推图事件
2020年赵立坚推图事件（有些中文媒体称之为中澳漫画事件），是2020年11月30日中华人民共和国外交部发言人赵立坚在推特上转载一幅乌合麒麟创作的，谴责和讽刺澳大利亚国防军在布雷顿报告中战争罪指控的CG图片，引起澳大利亚强烈抗议，澳大利亚总理斯科特·莫里森要求赵立坚删除有关图片以及中华人民共和国外交部公开道歉的外交纷争事件。
中华人民共和国外交部发言人华春莹同日表示拒绝向澳大利亚作出公开道歉的呼吁。赵立坚也将该条推文置顶。澳大利亚政府对此谴责赵立坚上传图片是「伪造」以及該国政府散布假信息。

## 背景

### 驻阿富汗澳军战争罪行
2015年年中，澳大利亚军事社会学者萨曼莎·克罗姆普沃茨发现，有些不愿意透露姓名的特种部队成员向她透露了“特别令人不安”的涉嫌战争罪的行为，之后澳大利亚国防军督察长办公室着手调查。2020年11月19日对外发布了删节版报告，报告称有39名无辜平民和俘虏被杀害，另有2人被虐待。公开版报告隐瞒了某些部分并涂黑了涉事人员的姓名和身份，因此报告总结的39起谋杀案似乎不包括克罗姆普沃茨博士报告的其他杀戮案件，例如澳大利亚特种空勤团成员拦截两个14岁的男孩后对其割喉，并将尸体装袋扔进河里一案:119–121:5。

### 中澳关系
2020年6月畢馬威和悉尼大學的研究報告顯示，自2018年起，由於澳大利亞等國收緊審查中國資金的政策，並質疑中國國企在澳大利亞投資的意圖，影響中國投資者的觀感，同時中國國企開始選擇在一帶一路沿線國家，而非發達國家投資，因此中國對澳大利亞的外商直接投資開始下跌，在2019年更跌至12年來的最低位。
2020年2月，美国参议员金·卡尔批评澳大利亚战略政策研究所接受美国国务院、驻澳大利亚台北经济文化办事处等资助，从事跟踪中国与澳大利亚大学的研究合作、并夸大中国对澳大利亚的威胁。4月，澳大利亞開始遊說各國支持在世界衛生組織的體系外就2019冠狀病毒病疫情展開獨立的國際調查。4月28日，澳大利亚外交和贸易部常务副部长孙芳安与中国驻澳大利亚大使成竞业通话，就此事等进行沟通，孙芳安虽感谢中方为澳方八家企业在华采购相关医疗物资提供的协助，但在此项国际调查中，孙芳安解释此事并不针对中国，但遭到成竞业的严词拒绝，后者称“无论澳方怎么辩解，都掩盖不了有关建议是政治操弄的事实”。5月舉行的世界衛生大會上，中华人民共和国同意歐盟提出的同類議案，即由世衛體系內的獨立調查委員會進行上述調查，但認為歐盟提案和澳大利亞起初的提案有差別，批評澳大利亞進行追隨美國，攻擊中國，干擾國際抗疫合作的政治操作。
部分西方媒體認爲，中華人民共和國以貿易作为反击，如5月中華人民共和国宣布禁止四家澳大利亚牛肉出口商向中国出口牛肉，此四家占澳大利亚向中国出口牛肉总额的35%；并对澳大利亞大麦出口征收80.5%的反倾销以及反补贴税。但中國官方從未認可這一觀點。6月5日，中华人民共和国文化和旅遊部发布通告称，受到COVID-19疫情影响，以及澳大利亚国内对华人和亚裔的种族歧视言行和暴力行为现象明显上升，提醒中国游客切勿前往澳大利亚旅游。6月9日，中华人民共和国教育部发布“2020年第1号留学预警”，提醒留学人员做好风险评估，谨慎选择赴澳或返澳学习。6月10日，中华人民共和国外交部发言人华春莹批評澳大利亚战略政策研究所，稱它“长期接受来自美国政府和军火商的经费支持，热衷于炮制和炒作各种反华议题，意识形态色彩非常浓厚，实际上是反华势力的‘急先锋’，学术信誉受到严重质疑”。6月16日，澳大利亚外长称中国利用疫情削弱自由民主，推进威权模式。赵立坚在次日的新闻发布会上，表示对此类说法的反对，并称澳大利亚适合戴“虚假宣传”这类帽子。他还强调中国发布的赴澳旅游安全提醒是维护中国公民和留学生合法权益应尽的责任和义务。
9月16日，澳大利亚媒体報導中国驻悉尼总领事馆与新南威尔士州政府官员的合作中，中国官员从事渗透活动，遭到中国外交部和当地领馆的否认、强烈不满和坚决反对。11月9日，澳大利亚战略政策研究所再度指称中国通过网络活动对别国政治进行干涉。11月27日，赵立坚再次批评澳大利亚战略政策研究所只是其金主美国国务院的代言人，并讽刺澳大利亚“賣力表演只是在自取其辱”。11月27日，中华人民共和国商务部表示，从即日起，采用保证金形式对澳洲相关葡萄酒实施临时反倾销措施，各公司保证金比率为107.1%至212.1%；此事遭到了澳大利亚贸易部长伯明翰和澳洲农业部长利特尔普劳特的批评与反对。

## 事件
2020年11月30日，赵立坚对澳大利亚国防军督察长办公室调查2009年至2013年间，谋杀了39名阿富汗平民和囚犯的布雷顿报告的战争罪指控，在推特上发布了一则推文：
|  | Shocked by murder of Afghan civilians & prisoners by Australian soldiers. We strongly condemn such acts, &call for holding them accountable. （为澳大利亚军人谋杀阿富汗平民及囚犯感到震惊。我们强烈谴责这种行为，并要求追究他们的责任。） |

推文后附有一张CG技术创作的讽刺漫画，为自稱“戰狼畫手”的中国大陸网络画家“乌合麒麟”在11月22和23日所创作的《和平之师》。作品内容为一名澳大利亚士兵露出笑容站在巨大的澳大利亚国旗上用刀架在一名抱着绵羊的阿富汗少年的喉咙；澳大利亚国旗覆盖着士兵身后的尸体及残缺的阿富汗国旗拼图，并有一角包住少年的头部，作品下方标有英文字幕「Don't be afraid, we are coming to bring you peace!（不要怕，我們是來帶給你們和平的！）」。随后，赵立坚将该条推文置顶，但已标记为敏感内容。
同日，澳大利亚总理斯科特·莫里森召开记者发布会上，表示赵立坚发布伪造和挑衅性的图片，此举令人发指，批评中華人民共和国政府应该为分享这种“令人反感”的文章感到羞耻，并要求其对该推文道歉。澳大利亚驻华使馆官方微博也認為趙立堅的推特配图是伪造照片。澳大利亚两位前总理約翰·霍華德和托尼·阿博特以及朝野议员同声支持总理莫里森的评论，并谴责有关作品是无端和具有煽动性，作为一个国家都会谴责它。澳大利亚外交部长马里斯·佩恩表示，这是在她职业生涯中所目睹的社交媒体恶意传播假消息的例子中，是最「恶劣」的一个例子。澳大利亚政府也要求推特隐蔽或撤下该推文，但被拒絕。
中華人民共和国外交部发言人华春莹随后在同日记者会上指出，澳大利亚一些軍人在阿富汗犯下嚴重罪行，這是澳媒體自己報道出來的，也得到澳國防部調查報告確認，澳大利亚对该国军人在阿富汗残杀无辜的行为不觉得羞耻，反而谴责他人对此行为的指责，是“不成熟、不理智的”。华春莹也表示她不了解图片作者是谁，但认为作者反映的是很多人對澳大利亚媒體曝光的一些澳軍人在阿富汗殘殺無辜平民、特別是以如此凶殺手法殺害阿富汗兒童的一種憤慨。

## 对事件的分歧
该事件最显著的分歧是澳大利亚与中国对推图的定义。澳大利亚方面引述總理觀點，認爲图片是经过电脑篡改的「虚假图片」。中華人民共和国外交部在瞭解事件並和作者查證，表示照片是依据布雷顿报告的「电脑绘制的插画」或「电脑漫画」。原画作者「乌合麒麟」接受媒體採訪時表示這是讽刺漫画，是反映现实的CG插画作品。
第二个分歧点是中華人民共和国与澳大利亚对事件的批评角度。中華人民共和国方面则批评澳大利亚国防军总监察长阿富汗调查报告的战争罪指控，以及澳大利亚对事件错误解读和过度反应。澳大利亚与其支持的国家则批评赵立坚发布伪造和挑衅性的图片，以及中華人民共和国政府散布虚假信息。
第三个分歧点是推特与微信对中澳双方推文的处理。推特没有禁止或隐藏赵立坚的推文，但将其所发的图片标记为敏感内容。微信对莫理森的公众号文章以「涉及使用煽动，误导，违背客观事实的文字、图片、视频等，捏造社会热点、歪曲历史事件、混淆公众视听」为理由删除。微信母公司腾讯也未回应置评要求。

## 涉事方反应

### 中华人民共和国

网络画家「乌合麒麟」针对事件的第二幅画作《致莫里森》

12月1日，中华人民共和国外交部发言人华春莹表示「澳方的指责本身就是虚假的，因为网上流传的不是照片，是中国一名年轻人用电脑绘制的插画」，「这张插画依据的是澳大利亚国防部已经证实的调查报告，虽然是画，但反映的是事实」，澳大利亚政府应该为此感到羞愧，应该给国际社会一个交代。华春莹也对新西兰政府对事件表达关注感到诧异，表示与新西兰政府有什么关系，并质疑新西兰赞同甚至支持澳大利亚的做法。强调有关事件有图有真相，还有澳大利亚国防部的调查报告，事实和是非非常清楚。华春莹对加拿大外交部发言人称，对中方官员所发澳士兵在阿富汗罪行的「伪造图片」的发言感到震惊，称他们的这种言行才令人感到震惊。
网络画家“乌合麒麟”在11月30日接受采访时，呼吁莫里森“面对现实、处理好本国问题、整顿驻外部队风气，不应把重点放在谴责别国作者基于事实的创作上”之外，也表态会继续作画。12月1日晚间，“乌合麒麟”就澳方要求中方道歉一事发布漫画《致莫里森》。同日，新浪微博博主“Bo Peep”创作一首名为“澳貌岸然”的饶舌歌曲，諷刺莫里森要求中方为推图事件道歉是双重标准。《环球时报》总编辑胡锡进在推特转发「乌合麒麟」的回应，并形容作品是「讽刺漫画」（satirical cartoon），漫画创作人的回应狠狠掴了澳洲总理莫里森一巴掌。《人民日报》發表名為《無理指責　十足虛偽》的評論文章，批评澳大利亚以「人權衛士」自居，但卻雙重標準，說「多想想如何採取措施解決自身存在的嚴重違反人權、違背人類公理的問題，停止借人權問題干涉別國內政，停止搞政治操弄那套把戲」，文章最後強調「澳方欠阿富汗人民一个交代、欠世界一个交代。奉劝澳方正视问题，不要转移视线，推卸责任。」。
12月1日，中國駐澳洲大使館網站發文稱，中國大使堅決拒絕了澳洲方面的無理指責，認為澳大利亚反應過度，煽動民族主義情緒，希望轉移公眾對澳軍在阿富汗暴行的關注。同日，外交部發言人華春瑩在例行記者會上說，趙立堅發布的是插畫，繪製的插畫同偽造的照片，是不同的概念。又指這張插畫是依據澳洲國防部的調查報吿，雖然是插畫但反映了事實。指澳方的強烈反應是希望轉移視線，企圖把國際輿論從澳洲殘殺阿富汗平民上，轉換成對中國的示硬。
12月2日，「微信公眾平台運營中心」顯示莫里森發佈的文章《来自总理的信息》因「歪曲歷史事件、混淆公眾視聽」被封锁而無法查看。微信母公司騰訊也未回應置評要求。外交部发言人华春莹在12月3日例行记者会上答问时说，微信管理团队有自己的法规和规则，并有权据此处理涉及微信的业务。
中国驻澳大利亚大使成竞业“坚决拒绝了孙芳安的无理指责”，并指部分澳洲执政人物和媒体“咆哮”，目的是“转移公众对澳军在阿富汗暴行的关注”，以及将中澳双边关系恶化的责任诿过于中国，并猜测“也许还有一个企图就是在澳煽动民族主义情绪”。中国驻法国大使馆发言人于12月2日就法国外交部批评中方谴责澳大利亚军人屠杀阿富汗平民一事发表谈话，称赵立坚的推文是基于事实的客观评论，所引用的图片是中国民间画家基于上述事实创作的讽刺电脑漫画。法方不去谴责虐杀平民的战争暴行，反而指责声讨暴行的人士「有偏见」「令人反感」「侮辱性」的表态令人反感。并质问法国发言人是站在战争罪犯和国际正义和人类良知的那一边。并嘲讽法国坚决捍卫漫画权，却容忍不了中国年轻画家的漫画权和言论自由。中国驻澳公使王晰宁于12月4日接受澳大利亚媒体采访时，批评莫里森「反应过度」，并称为何一位国家领导人会对中国年轻艺术家的艺术品有如此强烈的反应。

### 
12月1日，澳大利亚总理莫里森表示，政府将就这条「残忍的帖子」要求北京道歉，而此前北京已经进行了数月的贸易和外交威胁，并发布了「罪状」清单，批评澳大利亚干预北京政府的镇压行动和发起全球调查新冠病毒起源的呼吁，也表示澳大利亚政府正在寻求推特删除推图。总理莫里森也表明：「这是对我们伟大的国防军以及超过一百年来在此服役的男人和女人所作出的虚假的图像和可怕的侮辱」。莫里森补充说，澳大利亚已经建立了一个透明的程序来调查所谓的战争罪行，表示这是一个「民主，自由」国家的期望。莫里森先生也承认中澳之间存在紧张关系。表示澳大利亚一直在耐心地寻求通过寻求领导人和部长级的参与，以负责任的，以成熟的方式来解决中澳关系中存在的紧张局势，以确保双方可以公开讨论造成这种关系紧张的明显根源。他也警告北京政府，世界其他国家正在关注中国对澳大利亚的行动。 
当晚，莫里森在其官方微信账号发表题为《来自总理的信息》，称「围绕士兵图片的外交争端不会削弱对澳大利亚华人社区的尊重和感激，也对澳大利亚军人以诚实和透明的程序处理问题和忠于澳大利亚的价值观及保护主权感到自豪，感谢并重视几代华裔移民为澳洲的贡献」，至少有5万人已阅读有关推文。澳大利亚驻北京大使馆在其网站上发布总理莫理森要中国删除其官员发布的篡改推图的要求，呼吁微信网民阅读莫里森就此事的评论。澳大利亚财政部长乔希·弗莱登伯格之后对微信决定删除莫理森的帖子感到失望。弗莱登伯格说：「总理在微信中的消息在令人失望地删除之前，他所发的贴文很清楚表明，澳大利亚为穿着制服的军人和妇女感到自豪。」
澳洲《每日电讯报》同日以头版刊出六四天安门广场坦克人照片，以反击赵立坚的推图，还标注「我们对那些被中国解放军杀害平民和学生感到震惊，我们强烈谴责这种行为，并呼吁追究他们的责任」。文末也注明「这张照片是真的！」《澳大利亚金融时报》编辑菲尔·库里在推特留言写道：「澳大利亚已经调查、认错，并会将其战争中的罪行绳之以法。而中国的反人类罪行（例如对维吾尔人）是政府授权的、被掩盖的，而且更为普遍。这是关键的区别。」《悉尼先驱晨报》和《时代》政治与国际编辑彼得·哈尔彻刊文称中国外交部对澳大利亚的战争罪指责贯彻了中国共产党在文化大革命期间向受害人施加压力的同一原则-批鬥，并将赵立坚发布假照片与唐纳德·特朗普利用推特宣传的行为相提并论，指散布虚假讯息不是一国外交行为应有的水准，是ISIS级别的行为。
同日，澳大利亚外交和贸易部常务副部长孙芳安对此召见中国驻澳大使成竞业，要求对方公开道歉。
一名寓居中國長達10年、並在广东广播电视台担任主播的澳大利亚人Hazza在Twitter留言向赵立坚致敬，並表示替澳大利亞軍隊殺害阿富汗人感到非常惭愧和抱歉，還自稱考虑放弃澳洲的国籍，不想回到自己國家。
12月3日，莫里森在堪培拉的新闻发布会上以缓和的语调表示“我本人以及我所在政府的立场是寻求建设性的接触”，并称澳大利亚“仍然致力于在领导层和部长层级举行具有建设性的、公开和定期的对话，以缓和两国关系中明显存在的紧张局势”。

### 阿富汗
阿富汗外交部表示已获悉有关一名澳大利亚士兵虐待一名阿富汗儿童的照片已经散发，并已展开初步调查。阿富汗的声明提到，澳大利亚和中国就照片的紧张谈话，表示喀布尔希望所有国家，特别是澳大利亚和中国之间的合作在阿富汗继续下去。
《阿富汗时报》12月1日发表社论表示了对中国的支持，社论称，欢迎中国谴责外国军队在阿富汗境内的非法杀戮行径。

## 国际反应

### 其他国家

#### 新西兰
新西兰政府表示已经直接向中国当局使用「伪造」图片的形象表达关注。总理杰辛达·阿德恩在首都惠灵顿的议会中对记者表示，虽然这是澳大利亚和中国之间的外交关系，但事件可能会引爆新西兰的基本原则，当然会引起我们的关注。并表示「该事件使用不对的图片，是未经证实的图片，所以我们接直向中国当局提出意见，表达我们会针对新西兰政府关注的事件发言。」
中國外交部發言人華春瑩在記者會上拒絕了阿德恩的評論，質疑新西蘭是否同意甚至支持澳大利亞在阿富汗的行為。其《环球时报》更发布一篇形容「新西兰人像澳洲羊一样咩咩叫」社论。阿德恩拒絕中国的評論，强调新西蘭在中澳争执中沒有偏袒任何一方。

#### 俄羅斯
俄罗斯外交部发言人玛丽亚·扎哈罗娃表示，"这些情况让我们真正怀疑澳大利亚当局是否真的有能力真正追究所有犯有此类罪行的军人的责任"，"这让我们重新评估堪培拉宣布的保护基于规则的世界秩序的官方路线的真正含义"。 对此，澳大利亚战略政策研究所执行主任彼得-詹宁斯称俄罗斯政府的最新评论是 "虚伪的高度"，"听到俄罗斯外交部的这些评论只是告诉我，俄罗斯人在持续攻击西方民主国家时准备达到的虚伪程度。"

#### 法國
法国外交部表示中方所发表的图片特别令人震惊，且评论带有偏见，并侮辱了20多年来所有向阿富汗派遣武装部队的国家。法国外交部发言人在回答记者提问中国发言人对澳大利亚总理在阿富汗穿着澳大利亚特种部队制服的士兵的蒙太奇照片感到反感有何反应时称：「我们已经看到了你提到的那条推文。我们认为，这条推特是中国这样的国家不值得采取的外交手段。该发言人还无端指责推文呈现的图像令人十分震惊，且带有偏见」。

#### 美国
美国驻澳大利亚大使小阿瑟·B·库瓦豪斯为澳大利亚政府进行辩护，表示中国正在保密有关2019冠状病毒病起源的秘密细节，但其外交事务发言人认为，通过捏造图像和虚假陈述，及而散布虚假信息是适当的外交手段。 他说：「澳大利亚负责任地调查并披露了有关其士兵在阿富汗犯罪的指控。 中国应该效法澳大利亚的榜样，向世界披露其对新冠状病毒起源的所有信息。同时表示，「全世界都只希望中国共产党为可信的新疆维吾尔族暴行报道提供同样的透明度和责任感。」美国国务院副发言人罗伯特·帕拉迪诺（Cale Brown）在推特上发布了两则推文，称「我们与澳大利亚合作伙伴一道，谴责中国外交部捏造一张在阿富汗的澳大利亚士兵的图片来传播虚假信息」和「中国共产党对澳大利亚的最新攻击是放任使用虚假信息和协迫外交的又一个例子。它的虚伪对所有人都显而易见。中国共产党在推特上篡改图片来攻击其他国家时，却阻止其本国公民浏览推特帖子。」前参议院外交委员会主席罗伯特·梅嫩德斯批评推图事件是「卑鄙，有违一个拥有5,000年文化和历史的国家的尊严。」「澳大利亚人民应该获得道歉。中国外交部需要展示他们了解如何作为国际社会的建设性成员开展外交。」

#### 英国
英国外交大臣多米尼克·拉布明确表示，在堪培拉与北京的关系日益加深的情况下，英国将始终与澳大利亚并肩站立，以确保我们的关键利益和价值观。 他也说：「虚假信息是我们非常重视的一个问题，我们将继续与澳大利亚和其他国际伙伴密切协调，以确保我们的公民受到保护。」

#### 加拿大
加拿大外交部長商鹏飞的發言人庫里（Syrine Khoury）對趙立堅發佈假照片表示震驚，她還認為散布煽動性素材和虛假訊息不是一國外交行為應有的水準。

#### 欧盟
欧盟外交事务发言人纳比拉·马斯拉利（Nabila Massrali）表示：「我们认为，通过中国外交部下属的社交媒体账户故意传播一张捏造的图片是不负责任的，不敏感的，也没有任何建设性，特别是考虑到有关问题。」并续说「这种行为和利用信息工具传播捏造的图像或信息是不能成立的」。

### 商业公司
美國推特公司則收到来自澳方的屏蔽該推文要求。推特拒绝下架赵立坚的照片，不会禁止或隐藏赵立坚的推文，但已将其所发的图片标记为敏感内容。推特回答澳大利亚人报采访时称，“世界领导人，政客和官方政府账户的推文，与公众人物的直接互动，对当今政治问题的评论以及对经济或军事问题的「外交战争」通常都不违反推特的规定”。
路透社报导，以色列网络安全公司Cyabra表示，发现有许多不寻常的帐号转发赵立坚的推文，而与赵立坚的推文有关的账户中有57.5％是伪造的。Cyabra表示，在分析了1,344笔帐户资料后，发现在11月大量创建的账号只使用了一次，以转载赵立坚的推文。
澳洲昆士兰科技大学的学者葛瑞姆（Timothy Graham）分析赵立坚推特的一万则回覆后，发现来自中国的账户最活跃，其中有8％的帐号是在当天或24小时内新创建的，并有许多相同的内容。澳大利亚战略政策研究所的研究员阿里尔·伯格尔（Ariel Bogle）表示，她注意到推特帐户转发或喜欢赵立坚的推文的「异常行为」。 她告诉路透社：「11月30日和12月1日创建的帐户激增」，但补充说现在判断这些账户是否属于虚假或爱国人士还为时过早。他表示许多新账户仅跟随赵立坚，再加上一个或两个其他账户。 并指出，喜欢赵立坚的推文的帐户中，有三分之一的粉丝数为零。

## 评论
《彭博社》报导南京大学国际关系教授朱峰的评论，朱峰认为中国想要警告其他国家不要建立反华联盟是很自然的事。中国正预测，大部分西方国家不会寻衅惹事，从而避免像澳洲一样受到贸易报复，尤其是冠病疫情对经济构成沉重压力。与此同时，中国也在通过促进贸易、第五代移动通信技术（5G）网络投资、提供冠病疫苗等，与日本、韩国和东南亚各国增强关系。然而，中国的举动增加了人们对其使用经济胁迫的担忧，并可能将中间阵营倒向美国。美国总统当选人拜登已经发誓要重建因现任美国总统唐纳德特朗普的「美国优先」政策而受损的盟友关系，部分盟友也会更加愿意与拜登政府构建亲密关系。
墨卡托中国研究所（MERICS）的约翰·李（John Lee）评论，因发表战狼外交声明而闻名的许多中国外交官之中，赵立坚的最新挑衅，「代表对澳大利亚目前可能做出的最令人反感的声明，因为该推文触及了澳大利亚的一个非常敏感的方面」。MERICS的分析师在向法兰西24讲话时表示，该推文与11月19日澳大利亚国防军督察长办公室的调查报告有关，该调查得出结论，澳大利亚军方的精锐特种部队「非法杀害」至少39名平民与阿富汗囚犯。 但是，这种暴行与中国有什么关系？除了给赵立坚增加新弹药以加剧日趋冲突的中澳关系外，似乎什么也没有。
人权观察澳大利亚区负责人埃莱恩·皮尔森（Elaine Pearson）向《卫报》表示，赵立坚的推文「表现的虚伪和伪善，令人叹为观止」。 皮尔森说：「很显然，战争罪是一个非常严重的问题，但澳大利亚政府已采取措施将其公之于众，并追究肇事者的责任。与此同时，中国政府参与了联合国专家反复提出的广泛与系统性的侵犯人权行为，从拆除香港的民主制度到任意拘留在新疆的一百万公民。中国政府对此采取了什么步骤？」皮尔逊表示，如果中国想参与公开表达人权关切的议题，中国就需要正面接受外国政府对自己提出的关注。